# رودي كلينغ
رودي كلينغ (بالإنجليزية: Rudy Kling)‏ هو لاعب كرة قاعدة أمريكي، ولد في 23 مارس 1870 في سانت لويس في الولايات المتحدة، وتوفي بنفس المكان في 14 مارس 1937.

## وصلات خارجية
- رودي كلينغ على موقعبيزبول رفرنس.كوم (الدوري الرئيسي) (الإنجليزية)
- رودي كلينغ على موقعبيزبول رفرنس.كوم (الدوري الثانوي) (الإنجليزية)